# اره ۷
اره سه‌بعدی (به انگلیسی: Saw 3D) یا اره ۷، یک فیلم ترسناک و سه‌بعدی به کارگردانیِ کوین گرویترت و  بازیِ توبین بل، کستاس مندیلر و بتسی راسل، محصول کشور ایالات متحده آمریکا است که در ۲۲ اکتبر ۲۰۱۰ اکران شد. این فیلم، هفتمین فیلم از سری فیلم‌های اره است که در ادامهٔ فیلم اره ۶ و پیش از فیلم جیگسا ساخته شده‌است.

## داستان
جیل تاک، همسر جان کرامر یا همان جیگساو، بعد از اتفاقات رخ داده در اره ۶، سراغ پلیس می‌رود و با لو دادن مارک هافمن، از پلیس به خاطر دست داشتن در جریان جیگساو، درخواست مصونیت می‌کند. از اینجا به بعد در فیلم، با دو خط داستانی روبرو هستیم؛ اولین خط داستانی، مربوط به تلاش مأمور اُمور داخلی پلیس در جستجوی مارک هافمن، و دومین خط داستانی، مربوط به نویسنده کتابی جعلی به اسم بابی داگن، که وانمود می‌کند یکی از بازماندگان تله‌های جیگساو است، در حالی‌که نبوده و دروغ می‌گوید.

## بازیگران
- توبین بل در نقش جان کرامر/جیگساو
- کستاس مندیلر در نقش مارک هافمن
- بتسی راسل در نقش جیل تاک
- کری الویس در نقش دکتر لارنس گوردون
- چستر بنینگتون در نقش ایوان
- شان پاتریک فلانری در نقش بابی داگن
- چد دنلا در نقش گیبسون
- نائومی اسنیکوس در نقش نینا
- سباستین پیگوت در نقش بِرَد
- جون کار در نقش رایان
- دین آرمسترانگ در نقش کِیل
- شانا مک‌دانلد در نقش تارا